# Заградишче
Заградишче (на словенски: Zagradišče) е село в Словения, регион Средна Словения, община Любляна. Според Националната статистическа служба на Република Словения през 2015 г. селото има 83 жители.